# Monocladum
Monocladum is een kevergeslacht uit de familie van de boktorren (Cerambycidae). De wetenschappelijke naam van het geslacht werd voor het eerst geldig gepubliceerd in 1898 door Pic.

## Soorten
Monocladum omvat de volgende soorten:
- Monocladum aegyptiacum (Guérin-Méneville, 1844)
- Monocladum iranicum Villiers, 1961